# Monika Fick
Monika Fick (* 3. April 1958 in Würzburg) ist eine deutsche Literaturwissenschaftlerin und seit 1997 Hochschullehrerin an der RWTH Aachen.

## Biografie
Sie studierte von 1976 bis 1981 Germanistik, Anglistik und Kunstgeschichte an der Universität Würzburg und verbrachte ein Auslandssemester an der State University of New York, Albany. Nach dem Staatsexamen studierte sie von 1982 bis 1984 an der Universität Heidelberg und wurde mit einer Arbeit über Goethes Wilhelm Meisters Lehrjahre promoviert.
Im Jahr 1991 habilitierte sie mit einer Studie zum „psychophysischen Monismus in der Literatur der Jahrhundertwende“ und erhielt die Lehrbefugnis für das Fach „Deutsche Philologie - Neuere Deutsche Literatur“. Ab 1994 war sie Hochschuldozentin in Heidelberg. Von 1997 bis zu ihrer Emeritierung 2021 war sie Professorin für Neuere deutsche Literaturgeschichte an der RWTH Aachen. Ihre Forschungsschwerpunkte sind Literatur und Anthropologie, Ästhetik und Wissensformen. Sie ist Autorin zahlreicher renommierter Werke zu literaturwissenschaftlichen Themen;  besonders vielbeachtet und besprochen wurde ihr „Gotthold Ephraim Lessing-Handbuch“, das im September 2010 in der 3. Auflage erschienen ist.

## Schriften (Monographien)
- Das Scheitern des Genius. Mignon und die Symbolik der Liebesgeschichten in „Wilhelm Meisters Lehrjahren“. Königshausen und Neumann, Würzburg 1987, ISBN 3-88479-244-X
- Sinnenwelt und Weltseele. Der psychophysische Monismus in der Literatur der Jahrhundertwende. Niemeyer, Tübingen 1991, ISBN 3-484-18125-7
- Hrsg. zus. mit Sybille Goessl: Der Schein der Dinge. Einfuehrung in die Aesthetik Attempto, Tübingen 2002, ISBN 3-89308-352-9
- Lessing-Handbuch. Leben – Werk – Wirkung. 1. Aufl. Metzler, Stuttgart, 2000; 3., neu bearbeitete und erweiterte Auflage 2010, ISBN 978-3-476-02248-6